# 壱岐氏
壱岐氏（いきうじ）とは、壱岐国壱岐郡を本貫とする古代氏族。伊岐氏・伊吉氏・壱伎氏などの別表記がある。
大きく分けると、2つの一族が知られている。

## 神別氏族
1つは古くは県主・後に島造（国造に相当）に任じられ、姓を直、後に公と称した一族である。『新撰姓氏録』右京神別によれば、天児屋命の9世子孫である中臣烏賊津（雷大臣）の子孫とされている。また、同氏を中臣氏とつながりが深い松尾社の卜部氏の一族とする見方もある。壱岐島造の壱岐氏と中臣氏は天武天皇の頃に擬制的な血縁関係をもったとする説もあるなど、同氏の系譜を巡っては諸説が存在する。

## 諸蕃氏族
もう1つは唐人・揚擁の子孫と称する渡来人系の一族で、姓を史、後に連と称した一族である。天武天皇12年（683年）に連姓を与えられたことが、『日本書紀』に見える。主に外交面で活躍し、遣唐使の一員になった伊吉博徳や、壬申の乱で活躍した壱伎韓国などが知られている。